# Toshiyuki Kita
Toshiyuki Kita (jap. 喜多 俊之 Kita Toshiyuki; ur. w 1942 w Osace) – japoński projektant. Dyplom otrzymał w 1964 roku na wydziale wzornictwa przemysłowego Uniwersytetu Osakijskiego. 
Kita zajmuje się projektowaniem elektrycznego wyposażenia gospodarstwa domowego, lamp, armatury kuchennej, etc. Sam artysta nie zgadza się na klasyfikowanie go, uważając, że "projektowanie to życie", bez względu na to, czy chodzi o "ceramikę, pralkę, niski stolik, czy fotel". Przyznaje, że wzornictwo przemysłowe wielkiej serii "może być czasem monotonne", podczas gdy projektowanie mebli "zawsze go bawi". Tę stronę ludyczną doskonale oddaje wyprodukowany w 1980 roku przez Cassina SpA fotel "Wink".